# Артижа (Калифорния)
Артижа (англ. Artesia), или Артезия, — город (с 29 мая 1959 года) в округе Лос-Анджелес, штат Калифорния. Численность населения по состоянию на 2009 год — 16 182 человека. Артижа граничит с Норуолком на севере и с Серритосом на западе, юге и востоке.
В Артиже находится ледовый дворец East West Ice Palace; совладелицей его катка является Мишель Кван. С 1914 по 1931 год здесь проживала экс первая леди США Пэт Никсон (хотя дом, в котором она росла, в данный момент является частью Серритоса).

## История
Деревня Артижа была основана 3 мая 1875 года. Своё название населённый пункт получил благодаря месторождению артезианских скважин, идеально подходивших для развития земледелия и сельского хозяйства в этом районе.
В 20—30-х годах XX века фермеры-иммигранты из Португалии и Голландии превратили деревню в один из самых развитых молочных районов Южной Калифорнии.
После Второй мировой войны Артижа, как и множество других регионов, подверглась массовой застройке жилья. В 1956 году деревня Дэйри Валли (рус. Молочная Долина) получает статус города и вскоре переименовывается в Серритос. Поскольку массовая застройка продолжалась, то через некоторое время в 1959 году статус города получает и Артижа.
В 1993 году было основано Историческое общество Артижи, призванное сохранить и защитить архивы и исторические места города. В 2002-м это члены общества спасли от гибели один из последних дом в испанском стиле и превратили его в открытый музей.

## Артезианская водонапорная башня
Одним из наиболее примечательных ориентиров в Артиже является местная водонапорная башня. Она вмещает в себя 50 000 галлонов воды. До наших дней дошло немного сведений о её постройке. В настоящее время башня объявлена историческим памятником.
Башня была показана в фильме 1991 года «Фредди мёртв. Последний кошмар», только называлась она Водонапорная башня Спрингвуда.

## Демография

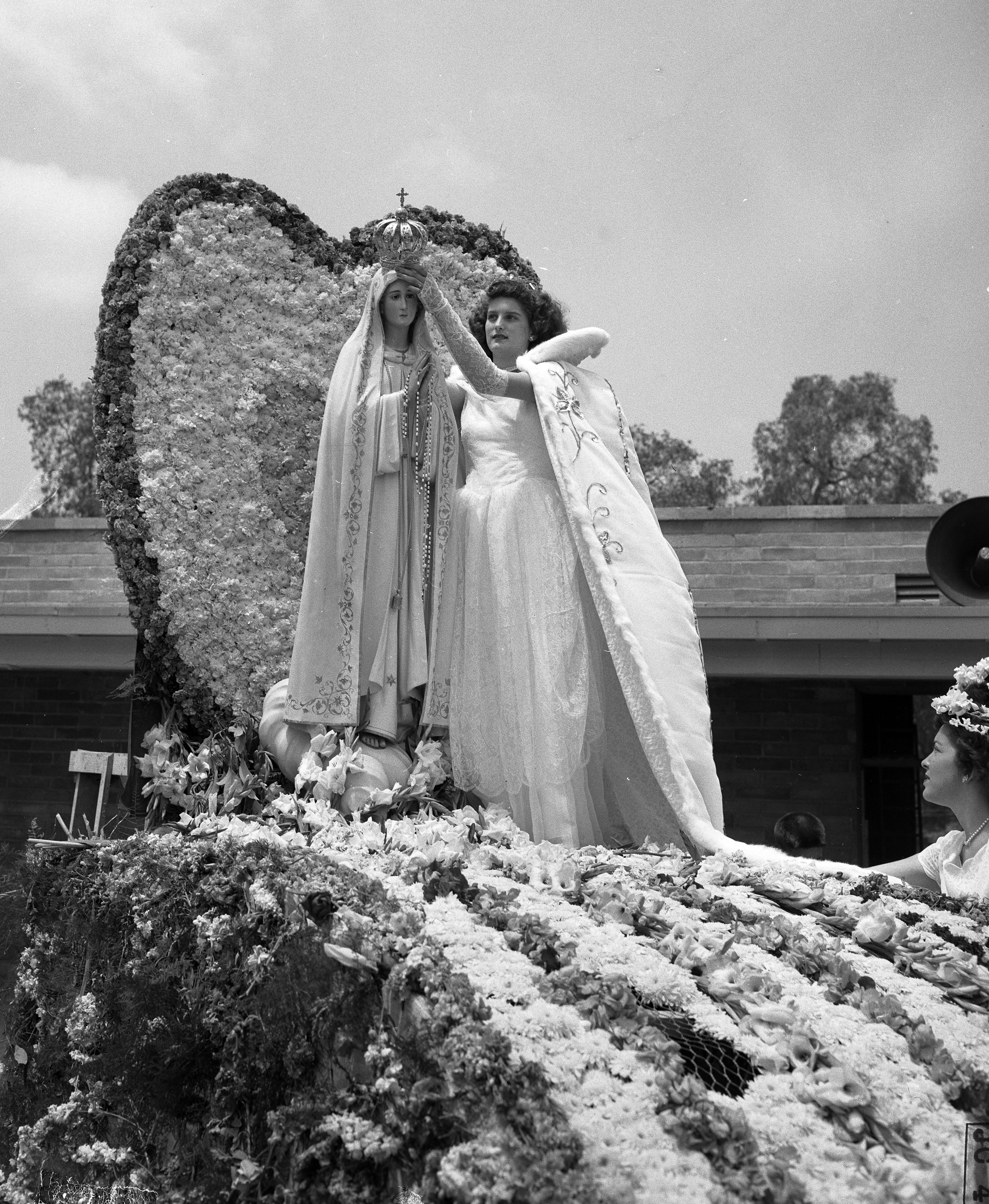
Традиционный португальский фестиваль в Артиже, 1948 год

По данным переписи 2000 года население Артижи составляет 16 380 человек. Плотность населения равняется 3 909,7 человек на км². Расовый состав выглядит следующим образом: 44,18% белых, 38,29% латиноамериканцев, 27,41% азиатов, 3,55% афроамериканцев, 0,78% коренных американцев, 0,54% жителей тихоокеанских островов, 18,47% других рас.
45,8% жителей города не являются уроженцами Соединенных Штатов, а 25,2% не являются гражданами этой страны.